# Homoneura binaria
Homoneura binaria är en tvåvingeart som beskrevs av Kim 1994. Homoneura binaria ingår i släktet Homoneura och familjen lövflugor. Inga underarter finns listade i Catalogue of Life.